# Josef Pasternack
Josef Alexander Pasternack (né le 7 juillet 1881 à Częstochowa – mort le 29 avril 1940) est un chef d'orchestre et compositeur polonais.